# NWAユナイテッド・ナショナル・ヘビー級王座
NWAユナイテッド・ナショナル・ヘビー級王座は、プロレスリングZERO1が管理、NWA（ニュー・レスリング・アライアンス）が認定していた王座。NWA UNヘビー級王座の略称で表記、呼称されている。

## 歴史
2003年、NWAとプロレスリングZERO-ONEが創設。
2004年1月31日、ZERO-ONEディファ有明大会で行われた初代王座決定戦に勝利した田中将斗が王者になった。11月25日、管理団体がプロレスリングZERO1-MAX（後のプロレスリングZERO1）に移った。
2011年11月3日、ZERO1が王座を認定しているNWAと業務提携を解消してZERO1が設立した王座認定組織「ニュー・レスリング・アライアンス（NWA）」が認定することになった。
2020年、空位となって事実上封印状態となる。

## 歴代王者
| 歴代   | 選手                      | 戴冠回数 | 防衛回数 | 獲得日付       | 獲得場所 （対戦相手・その他）               |
| ------ | ------------------------- | -------- | -------- | -------------- | ------------------------------------------- |
| 初代   | 田中将斗                  | 1        | 5        | 2004年1月31日  | ディファ有明 スティーブ・コリノ             |
| 第2代  | 大森隆男                  | 1        | 0        | 2004年10月8日  | 後楽園ホール 2005年2月28日返上              |
| 第3代  | CWアンダーソン            | 1        | 不明     | 2005年3月27日  | 後楽園ホール 佐藤耕平 2006年2月3日返上      |
| 第4代  | 不明                      | 不明     | 不明     | 不明           | 不明                                        |
| 第5代  | 佐藤耕平                  | 1        | 5        | 2006年2月26日  | 後楽園ホール 崔領二                         |
| 第6代  | 崔領二                    | 1        | 2        | 2006年11月11日 | 大阪府立体育会館第2競技場                   |
| 第7代  | 関本大介                  | 1        | 4        | 2007年3月8日   | 後楽園ホール                                |
| 第8代  | 佐々木義人                | 1        | 1        | 2007年11月13日 | 後楽園ホール                                |
| 第9代  | サンディ・ビーチ          | 1        | 0        | 2008年2月11日  | テレピアホール                              |
| 第10代 | 佐々木義人                | 2        | 0        | 2008年3月29日  | 札幌テイセンホール 2008年4月25日返上        |
| 第11代 | 真霜拳號                  | 1        | 不明     | 2008年5月4日   | 千葉Blue Field 崔領二 2010年6月10日返上     |
| 第12代 | ハートリー・ジャクソン    | 1        | 10       | 2011年2月19日  | 南オーストラリア州アデレード ロビー・ハート |
| 第13代 | 植田使徒                  | 1        | 0        | 2011年11月9日  | 後楽園ホール                                |
| 第14代 | ポール・トレイシー        | 1        | 0        | 2011年11月22日 | 島根県立産業交流会館                        |
| 第15代 | 植田使徒                  | 2        | 4        | 2011年11月24日 | PBA熊本                                     |
| 第16代 | 小幡優作                  | 1        | 0        | 2012年8月5日   | 後楽園ホール                                |
| 第17代 | ジェームス・ライディーン  | 1        | 2        | 2012年10月16日 | 後楽園ホール                                |
| 第18代 | 日高郁人                  | 1        | 0        | 2013年6月30日  | テレピアホール                              |
| 第19代 | ゼウス                    | 1        | 3        | 2013年7月30日  | ナスキーホール梅田                          |
| 第20代 | タマ・ウィリアムス        | 1        | 2        | 2014年1月16日  | 新木場1stRING                               |
| 第21代 | 鈴木秀樹                  | 1        | 2        | 2014年8月3日   | 後楽園ホール                                |
| 第22代 | KAMIKAZE                  | 1        | 2        | 2015年5月5日   | 後楽園ホール                                |
| 第23代 | 磐城利樹                  | 1        | 1        | 2015年9月23日  | 後楽園ホール                                |
| 第24代 | KAMIKAZE                  | 2        | 0        | 2015年11月1日  | 新木場1stRING                               |
| 第25代 | 横山佳和                  | 1        | 0        | 2015年11月23日 | 新木場1stRING                               |
| 第26代 | 将火怒                    | 3        | 3        | 2015年12月19日 | 新木場1stRING                               |
| 第27代 | ブッファ                  | 1        | 1        | 2016年6月26日  | 東遠カルチャーパーク総合体育館              |
| 第28代 | ハートリー・ジャクソン    | 2        | 0        | 2016年11月6日  | 後楽園ホール                                |
| 第29代 | ショーン・ギネス          | 1        | 0        | 2017年3月2日   | 後楽園ホール 2017年8月31日返上              |
| 第30代 | スーパータイガー（2代目） | 1        | 3        | 2017年9月30日  | 後楽園ホール ハートリー・ジャクソン         |
| 第31代 | クリス・ヴァイス          | 1        | 1        | 2018年4月8日   | 靖国神社相撲場                              |
| 第32代 | 将軍岡本                  | 1        | 2        | 2018年6月3日   | ススキノ・マルスジム                        |
| 第33代 | 岩崎永遠                  | 1        | 3        | 2019年3月10日  | 博多スターレーン                            |
| 第34代 | クリス・ヴァイス          | 2        | 0        | 2020年1月18日  | 新木場1stRING 2020年封印                    |